# 宗谷北線運輸営業所
宗谷北線運輸営業所（そうやきたせんうんゆえいぎょうしょ）は、北海道名寄市東1条南6丁目に存在した北海道旅客鉄道（JR北海道）旭川支社の組織である。宗谷本線の名寄駅以北（以下、宗谷北線）を統括した。

## 発足の経緯
JR北海道は1990年（平成2年）からの中期経営計画のなかで地方線区の営業体制や各種の権限を本社・各支社から運輸営業所へ分離する施策が行われ、宗谷北線は日高線運輸営業所、花咲線運輸営業所に続く3番目の分離であった。1991年（平成3年）11月13日で旧旭川運転所名寄派出所内に本所を置いて発足し、職員208名（分離前比72人減）の体制で発足した。
2017年（平成29年）4月1日付で組織は廃止された。所長は名寄駅長・名寄地区駅長が兼務した。

## 組織
- 名寄駅
  - 営業・輸送：2017年4月1日付で名寄地区名寄駅に改組。
  - 工務：旧名寄工務所。2016年4月1日付で名寄保線所名寄保線管理室に改組。
  - 運転士・検修：旧旭川運転所名寄派出。2017年4月1日付で名寄運転所に改組。
  - 美深駅（営業）：2004年3月17日付で名寄駅管理下へ。2016年5月1日付で簡易委託化[3][4][5]。
- 音威子府駅
  - 営業：2017年4月1日付で名寄地区音威子府駅に改組。
  - 工務：旧音威子府保線区。2016年4月1日付で名寄保線所音威子府保線管理室に改組。
- 天塩中川駅
  - 工務：旧音威子府保線区天塩中川支区。2016年4月1日付で廃止。名寄保線所音威子府保線管理室に統合。
- 幌延駅
  - 営業：2017年4月1日付で名寄地区幌延駅に改組。
  - 工務：2016年4月1日付で廃止[6]。名寄保線所南稚内保線管理室に統合。
- 南稚内駅
  - 営業・輸送：2004年3月13日付で稚内駅管理下へ。のちに稚内駅より管理駅業務を移管。
  - 工務：旧稚内工務所（←稚内保線区）。2016年4月1日付で名寄保線所稚内保線管理室に改組。
  - 運転士：旧稚内運転所（←稚内機関区）。2004年3月13日付で廃止。宗谷運輸営業所本所（名寄）に統合。
  - 稚内駅（営業）：南稚内駅へ管理駅業務を移管し、被管理駅化。

### 名寄運行管理センター
宗谷本線 - 永山 - 南稚内間の列車運行管理を行った。

### 運転部門
宗谷線を担当する運転士が所属していた。なお、2004年（平成16年）3月改正までは稚内運転区の名残で南稚内駅所属の運転士が配置されていたが、合理化により統合された。

### 車両部門

#### 所属車両
発足時にキハ53形500番台が当所の配置とされたが、1993年（平成5年）3月から4月にかけ、キハ54形500番台7両（506-513）が旭川運転所から転属し、置き換えられた。車体への所属表記は一部文献では宗とされていたが、実際の車体表記は旭川運転所を示す旭アサのままで、引き続き旭川運転所を拠点に運用していた。
その後、2007年（平成19年）に507が釧路運輸車両所へ転属したほかは変化がなく、2016年（平成28年）4月1日時点で、6両 (508 - 513) が所属していたが、同年11月11日付で508が釧路運輸車両所へ（その後「流氷物語」に改造）、509 - 513が2017年3月4日付で旭川運転所へ転属し配置車両が消滅した。
配置当時は、基本的に宗谷本線内（旭川運転所が担当する旭川 - 名寄間も含む）の限定運用とされ、名寄以北の沿線地域の各市町村の広報誌が置かれていた。

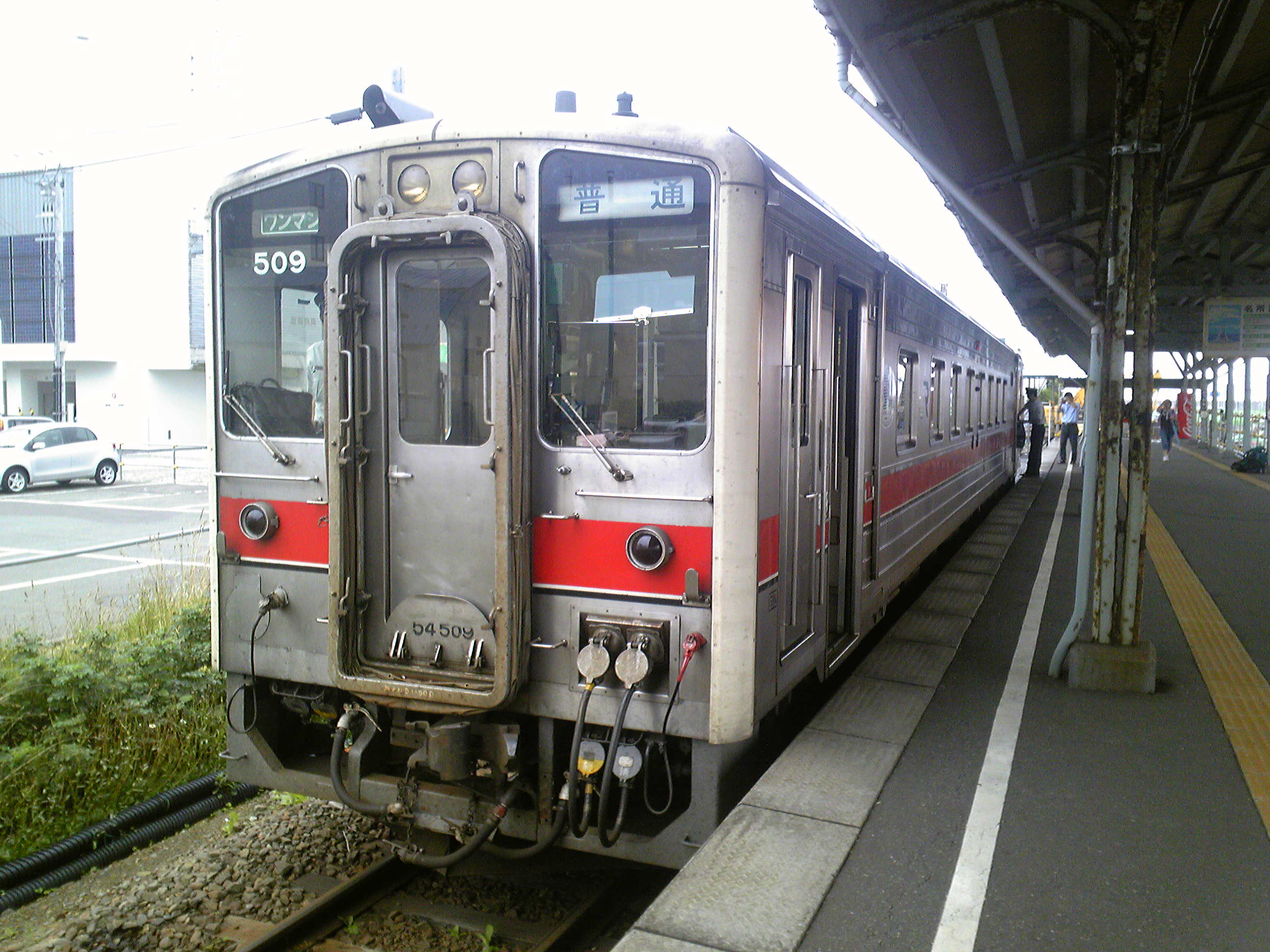
当時の所属車両（キハ54-509）
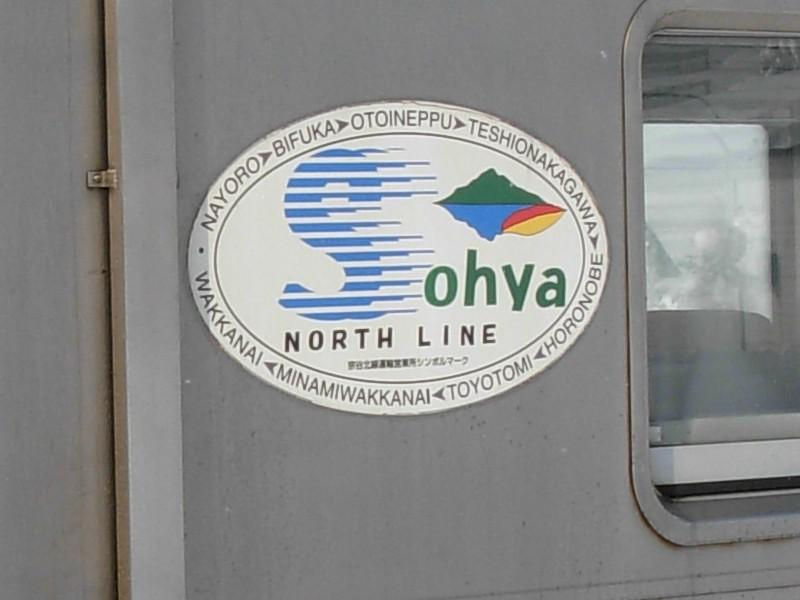
所属車両につけられたロゴ。

## 歴史
- 1991年（平成3年）11月13日：発足[10]。所属車両としてキハ53形500番台を配置[7]。
- 1993年（平成5年）3月 - 4月：キハ53形500番台の置き換え用としてキハ54形500番台（507 - 513）を旭川運転所から転属[7]。
- 2007年（平成19年）5月：キハ54 507が釧路運輸車両所へ転属（廃車となった520の代替）[7]。
- 2016年（平成28年）
  - 4月1日：工務系統の現業機関を名寄保線所、旭川電気所名寄派出所として分離[11]。天塩中川駅工務・幌延駅工務[6]を廃止。名寄・音威子府・南稚内の各駅工務については、名寄保線所管理下の保線管理室となる。
  - 5月1日：同日付で美深駅を簡易委託化[3][4][5]。
  - 11月11日：キハ54 508が釧路運輸車両所へ転属[9]
- 2017年（平成29年）
  - 3月4日：同日付で所属車両がすべて転属し車両配置が消滅[9]。
  - 4月1日：同日付で宗谷北線運輸営業所を廃止[11]。駅営業は名寄地区駅、運転士・検修は名寄運転所に移管。